# Новицький Василь Федорович
Василь Федорович Новицький (рос. Васи́лий Фёдорович Нови́цкий; 18 [30] березня 1869; Радом, Польща, Російська імперія — 15 січня 1929, Москва) — російський та радянський воєначальник, військовий історик, сходознавець та мандрівник. Професор Військової академії РСЧА кафедри історії війн та військового мистецтва.
Рідний брат Євгенія та Федора Новицьких.

## Біографія
Загальну освіту здобув у Полоцькому кадетському корпусі (1886). У службу вступив 31 серпня 1886 юнкером рядового звання в Михайлівське артилерійське училище. 10 серпня 1889 року випущений підпоручиком у артилерію Варшавської фортеці. Поручник із 7 серпня 1891 року. Закінчив Миколаївську академію Генерального штабу у 1895 році за першим розрядом. Штабс-капітан із 20 травня 1895 року. Перебував при Петербурзькому військовому окрузі.
Із 17 грудня 1896 по 21 березня 1897 року — старший ад'ютант штабу 1-ї гвардійської кавалерійської дивізії. У 1897 році відряджений за кордон «з навчальною метою до Британської Індії терміном на вісім місяців». Із 21 березня 1897 року по 3 квітня 1900 року старший ад'ютант штабу 1-ї гвардійської піхотної дивізії. Із 13 квітня 1897 року капітан.
Із 7 січня 1900 по 10 січня 1901 року відбував цензове командування ротою у 2-му Туркестанському стрілецькому батальйоні.
У 1900 році, будучи офіцером при управлінні Західно-Сибірської козачої бригади, взяв участь у поході в Китай, на придушення Їхетуаньського (боксерського) повстання. Із 3 квітня 1900 по 1 квітня 1901 року обер-офіцер для особливих доручень при штабі 1-го армійського корпусу. 1 квітня 1901 проведений в підполковники з призначенням молодшим діловодом канцелярії Військово-вченого комітету Головного штабу. Із 1 травня 1903 року столоначальник Головного штабу. Із 1 серпня по 12 жовтня 1904 року помічник начальника відділення Головного штабу.
Брав участь у Російсько-японській війні. Із 12 жовтня 1904 — штаб-офіцер для особливих доручень при командувачі 2-ї Маньчжурської армією, одночасно був військовим кореспондентом Петербурзького телеграфного агентства. Полковник (17.04.1905). У 1905 році полковник Новицький здійснив три поїздки Монголією з військово-рекогносцирувальними цілями загальною тривалістю близько 11 тижнів. Основний обсяг робіт був проведений у східній частині країни, а маршрути пролягали територією чотирьох хошунів (Бован, Дархан, Тушету і Південний Горлос) вздовж прикордонної з Манчжурією смуги. На його думку, ця частина країни була погано вивчена і була проведена значна робота зі збору військово-статистичної та географічної інформації.
Із 1 травня 1906 року — діловод ГУГШ. Брав участь у військово-географічних експедиціях в Афганістан, Британську Індію. У травні-грудні 1906 року був знову направлений до Монголії для опису невивчених районів між Хінганським хребтом і Ургою. Розпорядженням начальника Військово-топографічного управління, крім нього, у цій експедиції брав участь військовий топограф, картограф, надвірний радник М. Ф. Круковський. У ході експедиції було зібрано великий обсяг матеріалу з гідрографії, орографії, етнографії та господарської діяльності в кількох аймаках Східної Монголії, зібрано ботанічні, зоологічні, ентомологічні колекції, виконано низку метеорологічних та орнітологічних спостережень. Крім цього, було проведено також маршрутну зйомку шляху, визначено 21 астрономічний пункт і 184 висоти.
Цензове командування батальйоном відбував із 12 травня по 15 вересня 1907 року в Лейб-гвардії Гренадерському полку. Із 24 січня 1911 року командир 120-го піхотного Серпуховського полку.
Екстраординарний професор Академії Генерального штабу. Редактор «Військової енциклопедії».
У серпні 1914 року командував 1-ю бригадою 30-ї піхотної дивізії. У вересні 1914 року призначений виконуючим посаду генерал-квартирмейстера штабу 1-ї армії. 7 серпня 1914 проведений в генерал-майори.
Із 21 березня 1915 року — начальник 5-ї стрілецької бригади. Із 21 жовтня 1915 — командувач 73-ї піхотної дивізії.
Після Лютневої революції, як «демократично налаштований» командир, Новицький був відкликаний в Петроград і 20 березня 1917 року призначений помічником військового міністра О. І. Гучкова, проведений в генерал-лейтенанти (31.03.1917). 30 квітня 1917 року Гучков, склавши з себе обов'язки військового та морського міністра, доручив тимчасове управління Військовим міністерством Маніковському, а на час його від'їзду до Ставки — Новицького. 9 травня 1917 року Новицького було переведено у розпорядження військового міністра, причому йому передбачалося доручити командування сухопутними військами Балтійського узбережжя.
7 липня 1917 року Новицького відправлено на фронт командиром 2-го Сибірського армійського корпусу. У листопаді цього ж року протягом двох тижнів командував 12-ю армією, потім у резерві чинів при штабі Петроградського військового округу.
Після Жовтневої революції перейшов на бік Радянської влади. Із 1918 року на службі в РСЧА. Був заступником військового керівника Вищої військової інспекції РСЧА, з травня 1918 року військовий керівник інспекції. Із жовтня 1919 по 1929 роки — професор Військової академії РСЧА на кафедрі історії війн і військового мистецтва. Викладацьку діяльність Новицький успішно поєднував із науково-дослідною роботою: створив праці з військової географії, військової адміністрації, історії Російсько-японської та Першої світової війн.
Помер у Москві. Похований на Новодівичому цвинтарі.

## Праці
- Устройство вооружённых сил Австро-Венгрии. Ч. 1. — Киев, 1898.
- Военные очерки Индии. — СПб., 1901.
- Из Индии в Фергану. — СПб., 1903.
- Поездка в хребет Петра Великого 1903 года. — СПб., 1904.
- Сандепу. Стратегический очерк наступления 2-й Маньчжурской армии в январе 1905 г. — СПб., 1906.
- Февральские дни под Мукденом. — СПб., 1907.
- По Восточной Монголии. — СПб., 1907.
- Боевые действия в Бельгии и Франции осенью 1914 года. (От начала военных действий до установления позиционной войны). — М.: Акад. Ген. штаба, 1920. — 263 с.
- Ложное о крепостях. // Военное дело, 1918, № 29; 1919, № 3.
- Военное положение России и Англии в Мировой войне 1914—1918 гг. // Военная мысль и революция, 1922, № 3. — С. 126—139.
- Гримаса в сторону стратегии. (Ответ на ст.: Снесарев А. Гримасы стратегии. // Военная мысль и революция, 1923, № 4.) // Военная мысль и революция, 1923, № 6. — С. 55-65.
- План Шлиффена и современная действительность. // Война и революция, 1930, № 3. — С. 105—110.
- Мировая война 1914—1918 гг. Кампания 1914 года в Бельгии и Франции. [Изд. 2-е. Т. 1-2.] — М., 1938.

## Нагороди
- Орден Св. Станіслава 3-го ступеня (1896)
- Орден Св. Анни 3-го ступеня (1899)
- Орден Св. Станіслава 2-го ступеня (1903)
- Орден Св. Анни 2-го ступеня з мечами (1904)
- Орден Св. Володимира 4-го ступеня з мечами та бантом (1904)
- Мечі з бантом до ордена Св. Анни 3 ст. (1907)
- Золота зброя «За хоробрість» (1907)[8]
- Орден Св. Володимира 3-го ступеня (29.01.1909)